# Prelà
Prelà (Prelà in ligure) è un comune italiano sparso di 491 abitanti della provincia di Imperia in Liguria. La sede comunale è situata nella frazione di Molini di Prelà.

## Geografia fisica
Il comune è costituito da più centri abitati, tra cui Molini (sede del municipio) sita nel fondovalle e attraversata dal torrente Prino.
Tra le vette del territorio prelaese il monte Moro (1184 m) e il monte Arbozzaro (1129 m).

## Storia

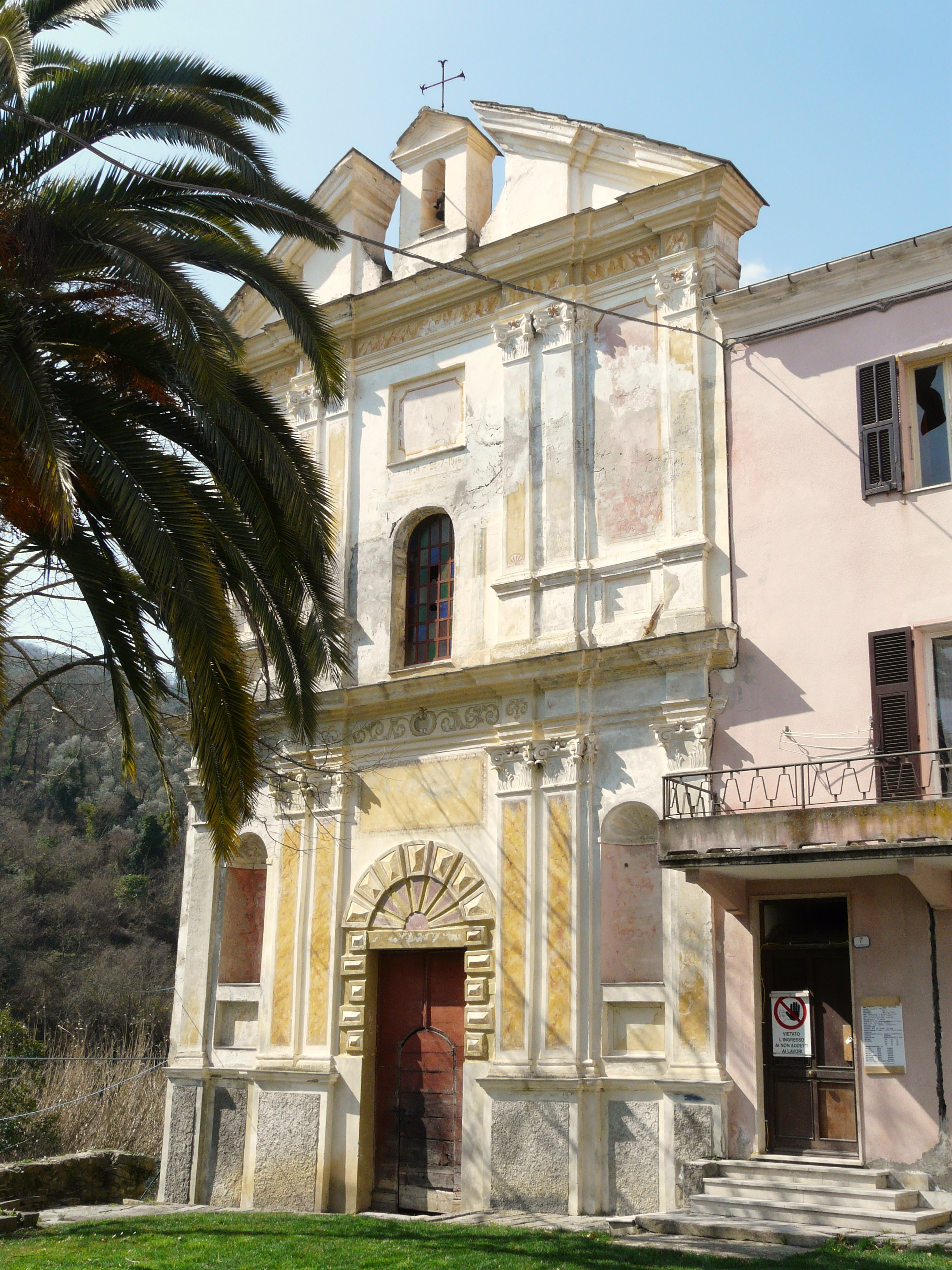
L'ex oratorio di Prelà, nei pressi della chiesa di San Giovanni del Groppo.

Il territorio prelaese fu un antico possedimento dei vescovi di Albenga.
Nel corso del XII secolo, così come altri centri vicini della valle del Maro e del Prino, fu assoggettato ai marchesi di Clavesana e successivamente ai conti di Ventimiglia (1233); quest'ultimi erano già gli organi preposti alla riscossione delle decime per conto del clero ingauno.
Il territorio si costituì poi in contea che, a sua volta, si divise in due castellanie: la castellania di Pietralata Superiore con centro a Prelà Castello e giurisdizione su Villatalla, Pantasina, Pianavia, Vasia, Moltedo; la castellania di Pietralata Inferiore, facente capo a Costiolo e comprendente i villaggi di Valloria e Tavole. 
Le due castellanie legarono e strinsero patti di aderenza e accomandigia al Comune di Genova e, successivamente, alla Repubblica di Genova.

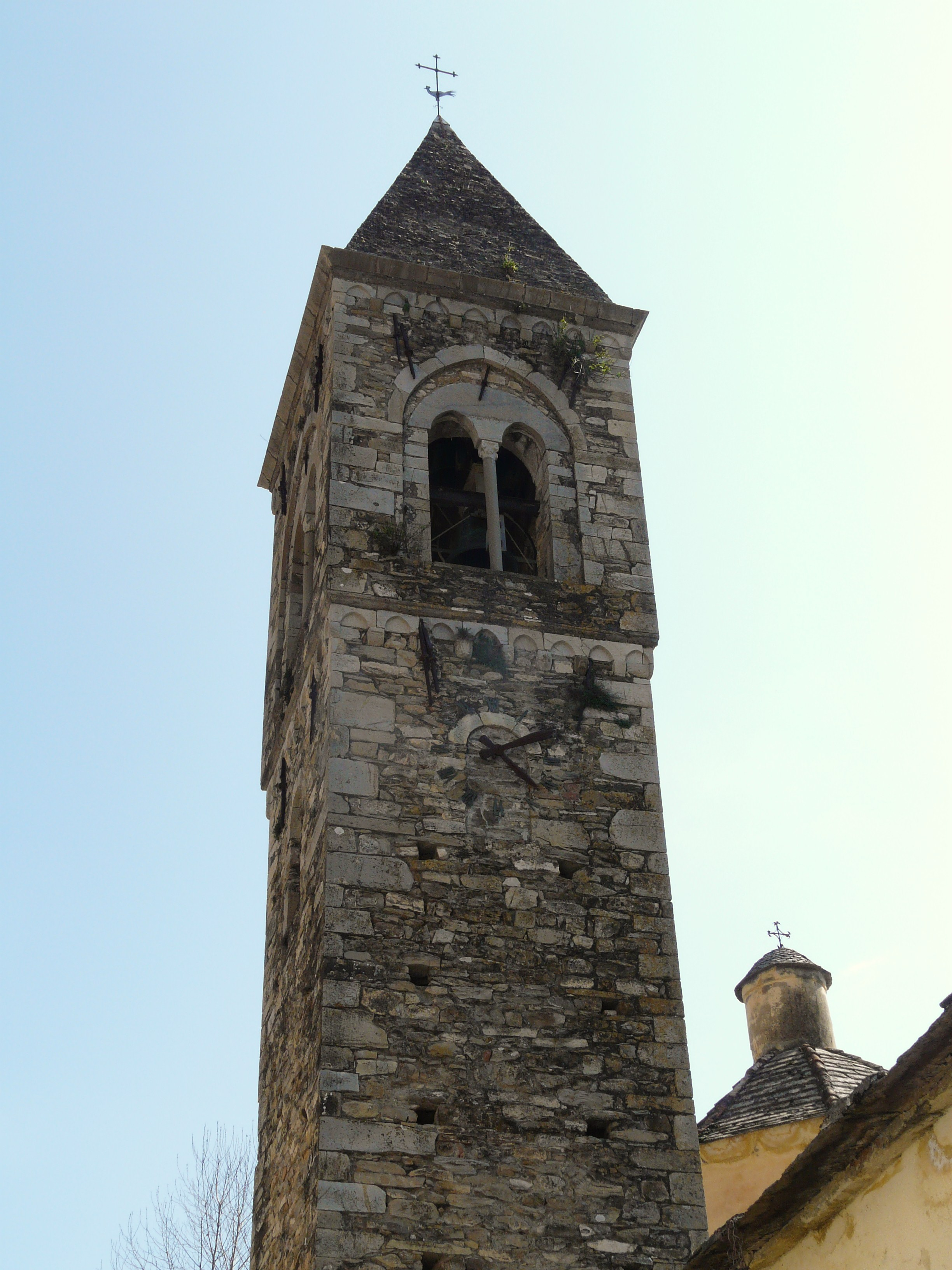
Particolare del campanile della chiesa di San Giovanni del Groppo presso Molini di Prelà.

Nel 1252 divenne in feudo dei Grimaldi e furono quest'ultimi, tra il 1333 e il 1337, a vendere il territorio della Castellania di Pietralata Inferiore ad Antonio e Raffaele Doria dell'omonima famiglia, andando ad unire la zona alla signoria di Oneglia; nel 1455 anche la castellania superiore venne acquisita dai Doria. 
La proprietà passò poi ai fratelli Ceva, a Giacomo Doria e ancora al conte Tebaldo Lascaris di Ventimiglia; con l'acquisto nel 1579 da parte del duca Emanuele Filiberto di Savoia, tutto il territorio di Prelà e borghi annessi fu assoggettato al Ducato di Savoia e, con il successivo Regno di Sardegna, dal 1723 compreso nella provincia di Oneglia.
Con la dominazione napoleonica l'odierno territorio fu diviso nelle distinte municipalità di Prelà, Tavole, Valloria, Villatalla che furono comprese dal 1801 tra i confini della Repubblica Ligure inserendosi nel cantone degli Ulivi della giurisdizione degli Ulivi (capoluogo Oneglia e Porto Maurizio come capo cantone). Dal 1805 al 1814 con il Primo Impero francese, tra accorpamenti municipali e nuove modifiche, tutto il territorio fu inserito sotto il cantone di Oneglia del Dipartimento di Montenotte. Alla caduta di Napoleone, il congresso di Vienna del 1814 stabilì l'annessione nel Regno di Sardegna che inquadrò questa parte del territorio nella provincia di Oneglia; nel 1818 Prelà fu elevata a capo mandamento della provincia di Oneglia, nella divisione di Nizza. Con il passaggio nel successivo Regno d'Italia, dal 1859 al 1926 i comuni di Prelà, Tavole, Valloria (poi Valloria Marittima dal 1862) e Villatalla furono compresi nel III mandamento di Dolcedo del circondario di Porto Maurizio facente parte della provincia di Nizza (poi provincia di Porto Maurizio e, dal 1923, di Imperia).
Nel 1928 al territorio comunale di Prelà furono aggregati i soppressi enti municipali di Tavole, Valloria Marittima, Villatalla e, lo stesso regio decreto, stabilì inoltre la cessione della frazione di Prelà Castello al comune di Vasia.
Dal 1973 al 31 dicembre 2008 ha fatto parte della Comunità montana dell'Olivo e, fino al 2011, della Comunità montana dell'Olivo e Alta Valle Arroscia.
Dal 2014 al 2024 ha fatto parte dell'Unione dei comuni montani della Valle Prino.

## Monumenti e luoghi d'interesse

### Architetture religiose
- Chiesa parrocchiale di San Giovanni Battista o del Groppo, eretta nel capoluogo di Molini nel XV secolo.
- Oratorio di Santa Maria Maddalena, eretto nel capoluogo di Molini presso la parrocchiale, con imponente facciata barocca. Abbandonato da diversi anni, minaccia rovina.
- Oratorio di San Giacinto nel capoluogo di Molini.
- Oratorio di San Sebastiano, in località Case Magliani, uno dei nuclei originari della comunità di Prelà. Ora in stato di abbandono, fu edificato presumibilmente nel XV secolo. Al suo interno, sopra l'altare in arte povera, era posto il polittico di San Sebastiano tra santi, opera di Agostino da Casanova e datata 1547, oggi conservata presso la parrocchiale di San Giovanni del Groppo.
- Chiesa di San Sebastiano nella località di Casa Carli.
- Oratorio della Santissima Trinità nella località di Casa Carli.
- Chiesetta campestre di Sant'Anna nella località di Casa Carli.
- Chiesetta campestre della Madonna dei Sette Dolori nella località di Casa Carli.
- Chiesa della Visitazione nella località di Canneto.
- Oratorio di Sant'Antonio nei pressi della località di Canneto.
- Chiesa di San Bernardo nella località di Costiolo.
- Chiesa di San Bartolomeo nella località di Praelo.
- Oratorio di San Bartolomeo nella località di Praelo.
- Chiesa parrocchiale della Santissima Annunziata nella frazione di Tavole. Originariamente la chiesa, originaria del XV secolo[6], era dedicata a sant'Agostino[6]. La struttura fu ampliata e rifatta nelle forme barocche nel corso del 1729[6] su progetto, probabilmente, di Giacomo Filippo Marvaldi[6]; della precedente chiesa rimane la parte inferiore della torre campanaria con un piano di monofore e uno di bifore e tracce di colonne e capitelli sul sagrato. Al suo interno, tra le opere ivi conservate, il polittico del 1537[6] di Agostino da Casanova raffigurante la Madonna del Soccorso. Presso l'altare maggiore il dipinto dell'Annunciazione di Francesco Carrega. Tra le opere scultoree: il gruppo della Vergine e i Turchi[6], portata in processione nelle festività patronali, realizzato nel 1888 a Roma da Antonio Biondi; Santa Marta, statua lignea policroma datata al XII secolo[6].
- Oratorio di San Carlo, nella borgata Villa, nella frazione di Tavole.
- Oratorio di San Benedetto Revelli, nella borgata Revelli, nella frazione di Tavole.
- Oratorio di San Rocco, nella borgata Novelli, nella frazione di Tavole.
- Santuario della Madonna del Piano, eretta in una zona pianeggiante presso la frazione di Tavole, al quale si accede per mezzo di una strada sterrata che proviene dalla borgata Novelli lungo la quale si trovano le 14 edicole della Via Crucis.
- Chiesetta campestre di Santa Marta nella frazione di Tavole.
- Chiesetta campestre della Santissima Trinità nella frazione di Tavole.
- Chiesetta campestre della Natività di Maria nella frazione di Tavole.
- Chiesa parrocchiale dei Santi Gervasio e Protasio nella frazione di Valloria. Il primo impianto risale al XV secolo[6], ma la struttura fu rivista nello stile architettonico barocco da Angelo Battarello nel 1689[6]. Nell'interno si conserva il polittico della Madonna con i santi Pietro e Paolo, con gli scomparti superiori di san Giovanni Battista, della Pietà e di san Mauro, realizzato dai pittori Agostino da Casanova e Stefano Adrechi (probabilmente suo maestro) nel 1523[6].
- Ex oratorio di Santa Croce nella frazione di Valloria, ora trasformato nel museo delle cose dimenticate.
- Chiesa di San Giuseppe, eretta in stile barocco su un poggio soprastante la frazione di Valloria.
- Chiesette campestri di San Mauro e della Madonna del Tuvo nei pressi della frazione di Valloria.
- Chiesa parrocchiale di San Michele nella frazione di Villatalla. La chiesa fu progettata da Angelo Battarello nel 1671[6] che andò a trasformare l'antico edificio di culto risalente al XV secolo[6] che subì, in data non precisata, il crollo del campanile[6]. Murato sopra l'ingresso laterale vi è la presenza di un architrave scolpito risalente al 1470[6] e, sempre della fabbrica originaria, tracce di colonne collocate sul sagrato e la vasca battesimale. Il polittico Madonna con santi è opera del pittore Agostino da Casanova, risalente al 1540[6].
- Oratorio di San Giovanni Battista, eretto in stile barocco, nella frazione di Villatalla.
- Santuario della Madonna della Neve, situato nel bosco sopra la frazione di Villatalla. La chiesa è ornata da due architravi in pietra del 1520[6] e del 1521[6], scolpiti con i simboli degli Evangelisti con Cristo benedicente e le figure della Madonna col Bambino, angeli, san Michele Arcangelo e sant'Antonio abate.
- Chiesetta campestre di Santa Marta a nord della frazione di Villatalla.
- Chiesetta campestre di San Bernardo a nord della frazione di Villatalla.
- Numerose edicole votive disseminate lungo le antiche mulattiere che collegano le varie frazioni o all'interno dei centri storici.

### Architetture civili
- Ponte medievale a due arcate asimmetriche in pietra a vista presso la frazione capoluogo di Molini di Prelà.

## Società

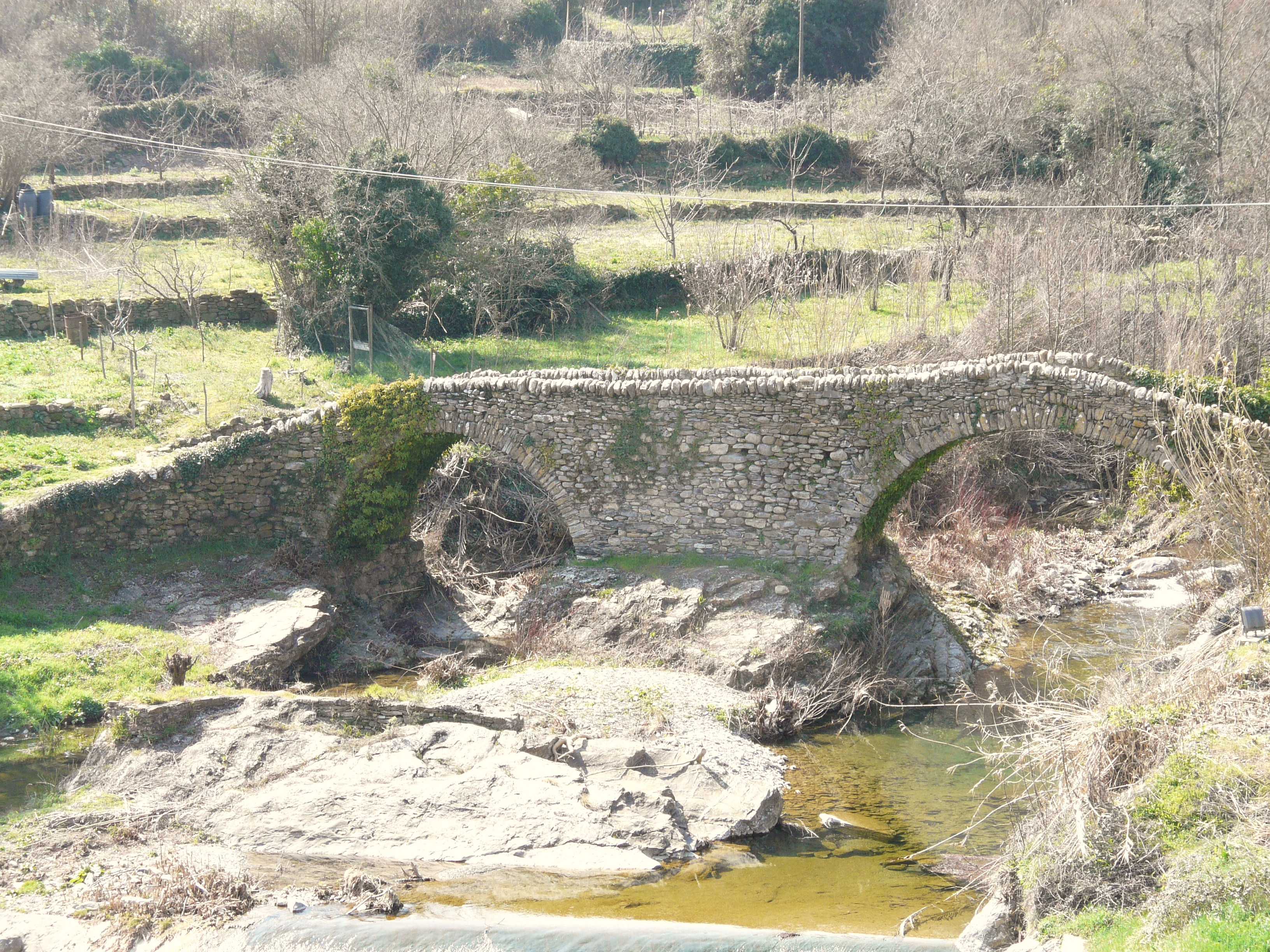
Il ponte d'origine medievale presso la frazione capoluogo di Molini di Prelà

### Evoluzione demografica
Abitanti censiti

### Etnie e minoranze straniere
Secondo i dati Istat al 31 dicembre 2019, i cittadini stranieri residenti a Prelà sono 63.

## Geografia antropica
Il territorio comunale è costituito dalle frazioni di Molini di Prelà - che ne è il capoluogo - Tavole, Valloria e Villatalla per una superficie territoriale di 14,8 km². Fanno parte altresì del territorio le borgate storiche di Canneto, Casa Carli, Costiolo, Novelli, Praelo, Revelli, Villa Oreggi.
Confina a nord con il comune di Borgomaro, a sud con Dolcedo, ad ovest con Montalto Carpasio e ad est con Vasia.

## Economia
Il comune basa la sua principale risorsa economica sull'attività agricola, specie l'olivicoltura.

## Infrastrutture e trasporti

### Strade
Il territorio comunale di Prelà è attraversato principalmente dalla strada provinciale 39 che permette il collegamento con la frazione di Pantasina (nel comune di Vasia), a nord, e Dolcedo verso sud.

## Amministrazione

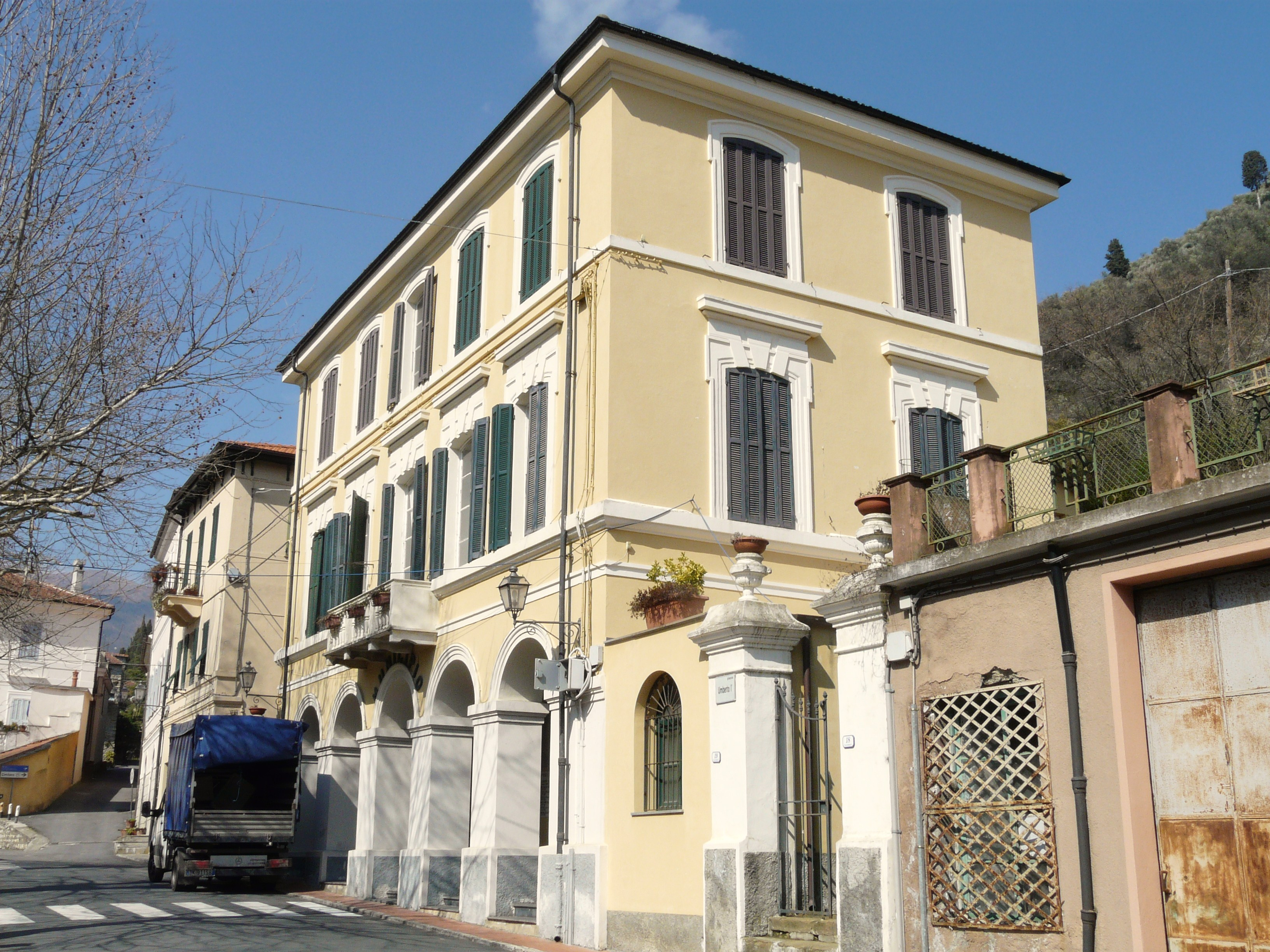
Il municipio

| Periodo          | Periodo          | Primo cittadino | Partito                                    | Carica         | Note   |
| ---------------- | ---------------- | --------------- | ------------------------------------------ | -------------- | ------ |
| 9 agosto 1988    | 7 giugno 1993    | Angelo Pisani   | Democrazia Cristiana                       | Sindaco        |        |
| 8 giugno 1993    | 28 aprile 1997   | Angelo Pisani   | Democrazia Cristiana                       | Sindaco        |        |
| 28 aprile 1997   | 14 maggio 2001   | Angelo Pisani   | lista civica                               | Sindaco        |        |
| 14 maggio 2001   | 2 settembre 2005 | Romolo Guasco   | lista civica di centro-destra              | Sindaco        | [ 11 ] |
| 2 settembre 2005 | 30 maggio 2006   | Piero Raimondi  |                                            | Comm. straord. | [ 12 ] |
| 30 maggio 2006   | 16 maggio 2011   | Eliano Brizio   | Vivi Prelà (lista civica di centro-destra) | Sindaco        |        |
| 16 maggio 2011   | 6 giugno 2016    | Eliano Brizio   | Vivi Prelà (lista civica di centro-destra) | Sindaco        |        |
| 6 giugno 2016    | 4 ottobre 2021   | Eliano Brizio   | Vivi Prelà (lista civica di centro-destra) | Sindaco        |        |
| 4 ottobre 2021   | in carica        | Mattia Gandolfi | Vivi Prelà (lista civica di centro-destra) | Sindaco        |        |

## Sport
Nella frazione di Tavole viene ancora oggi praticato il caratteristico sport del balon (pallone elastico) tipico di queste valli liguri e piemontesi.